# Station Bełżec Wąskotorowy
Station Bełżec Wąskotorowy is een spoorwegstation in de Poolse plaats Bełżec.